# Bundesliga Femenina 2008-09
La Bundesliga Femenina 2008-09 fue la 19.ª edición de la máxima categoría de la liga de fútbol femenino de Alemania. Comenzó el 6 de septiembre de 2008 y terminó el 7 de junio de 2009. El equipo campeón fue 1. FFC Turbine Potsdam y el subcampeón FC Bayern Múnich que además se clasificaron a la Liga de Campeones Femenina de la UEFA.

## Clasificación
| Pos. | Equipo                     | Pts. | PJ | G  | E | P  | GF | GC | Dif. | Clasificación o descenso     |
| ---- | -------------------------- | ---- | -- | -- | - | -- | -- | -- | ---- | ---------------------------- |
| 1    | 1. FFC Turbine Potsdam (C) | 54   | 22 | 17 | 3 | 2  | 67 | 19 | +48  | Calificó a Liga de Campeones |
| 2    | FC Bayern Múnich           | 54   | 22 | 17 | 3 | 2  | 69 | 22 | +47  | Calificó a Liga de Campeones |
| 3    | FCR 2001 Duisburg          | 53   | 22 | 17 | 2 | 3  | 86 | 20 | +66  |                              |
| 4    | 1. FFC Frankfurt           | 45   | 22 | 14 | 3 | 5  | 58 | 25 | +33  |                              |
| 5    | SGS Essen                  | 30   | 22 | 9  | 3 | 10 | 46 | 39 | +7   |                              |
| 6    | Hamburger SV               | 29   | 22 | 9  | 2 | 11 | 53 | 49 | +4   |                              |
| 7    | SC Friburgo                | 29   | 22 | 9  | 2 | 11 | 36 | 53 | −17  |                              |
| 8    | VfL Wolfsburgo             | 27   | 22 | 8  | 3 | 11 | 53 | 48 | +5   |                              |
| 9    | FF USV Jena                | 23   | 22 | 7  | 2 | 13 | 32 | 56 | −24  |                              |
| 10   | SC 07 Bad Neuenahr         | 18   | 22 | 5  | 3 | 14 | 26 | 74 | −48  |                              |
| 11   | Herforder SV               | 14   | 22 | 4  | 2 | 16 | 23 | 79 | −56  | Desciende a 2. Bundesliga    |
| 12   | TSV Crailsheim             | 5    | 22 | 1  | 2 | 19 | 14 | 79 | −65  | Desciende a 2. Bundesliga    |

 Fuente: 

## Goleadoras

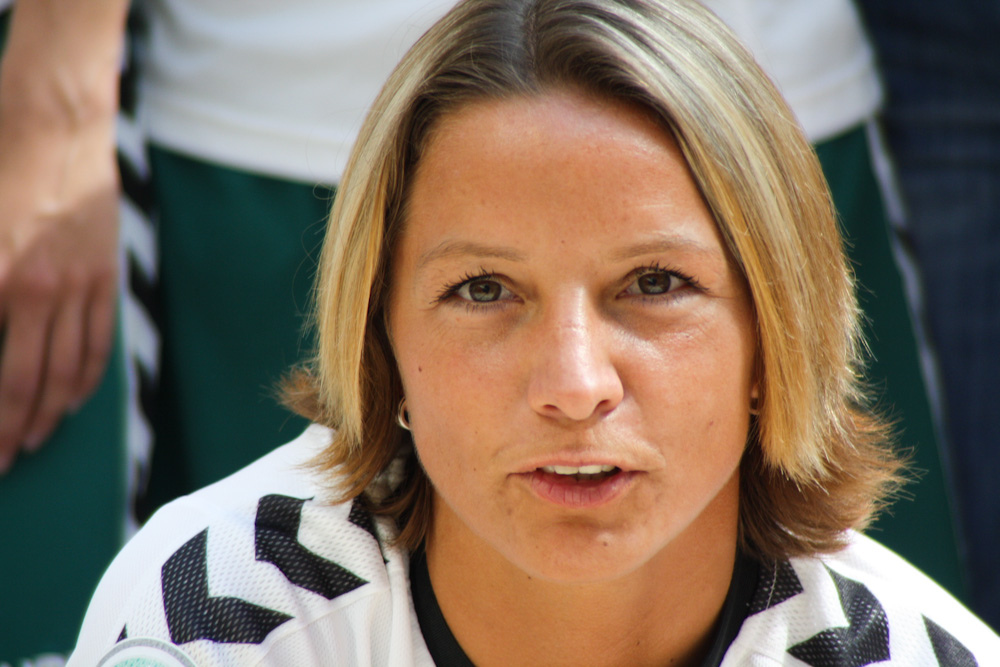
Inka Grings, goleadora de la temporada.

| Posición | Jugadora           | Club                   | Goles |
| -------- | ------------------ | ---------------------- | ----- |
| 1        | Inka Grings        | FCR 2001 Duisburg      | 29    |
| 2        | Martina Müller     | VfL Wolfsburgo         | 21    |
| 2        | Anja Mittag        | 1. FFC Turbine Potsdam | 21    |
| 4        | Nina Aigner        | FC Bayern Múnich       | 17    |
| 5        | Kerstin Garefrekes | 1. FFC Frankfurt       | 14    |
| 5        | Shelley Thompson   | VfL Wolfsburgo         | 14    |
| 7        | Melanie Hoffmann   | SGS Essen              | 13    |
| 8        | Kim Kulig          | Hamburger SV           | 12    |
| 8        | Tanja Vreden       | Hamburger SV           | 12    |
| 8        | Susanne Hartel     | SC Friburgo            | 12    |